# Výbor
Výbor je kolektivní orgán právnické osoby, nebo jejího orgánu. Výborem se obvykle[kdy?] nazývá užší sbor, do nějž je zvoleno či jmenováno pouze několik členů ze širšího sboru, nebo širšího vedení organizace. Jako výbor se někdy označuje též jiné zastupitelstvo, tedy sbor zmocněný[zdroj⁠?!] k zastupování určité územní veřejnoprávní korporace (stát, obec, kraj, městská část). 

## Postavení výborů
Výbory jsou podobné komisím a rozdíly mezi nimi se v praxi často stírají. Členové výborů bývají častěji volení, zatímco členové komisí bývají častěji jmenováni, ale neplatí to vždy. Například český zákon o obcích rozlišuje výbory, jako poradní nebo kontrolní orgány zastupitelstva a komise jako poradní orgány obecní rady. Občanský zákoník označuje slovem výbor kolektivní statutární orgán spolku a slovem komise kontrolní nebo rozhodčí orgán spolku.